# Toni Ulmen
Toni Ulmen, nemški dirkač Formule 1, * 25. januar 1906, Düsseldorf, Nemčija, † 4. november 1976, Nemčija.
Toni Ulmen je pokojni nemški dirkač Formule 1. Debitiral je v sezoni 1952 na prvi dirki sezone za Veliko nagrado Švice, ko je odstopil v četrtem krogu zaradi puščanja goriva. Drugič in zadnjič je na dirki Formule 1 nastopil v isti sezoni na domači dirki za Veliko nagrado Nemčije, ko je z več kot dvema krogoma zaostanka za zmagovalcem zasedel osmo mesto. Umrl je leta 1976.

## Popolni rezultati Formule 1
(legenda) (odebeljene dirke pomenijo najboljši štartni položaj, poševne pa najhitrejši krog, †-uvrščen kljub odstopu)
| Leto | Moštvo     | Šasija         | Motor              | 1       | 2   | 3   | 4   | 5  | 6     | 7   | 8   | Prv | Toč |
| ---- | ---------- | -------------- | ------------------ | ------- | --- | --- | --- | -- | ----- | --- | --- | --- | --- |
| 1952 | Toni Ulmen | Veritas-Meteor | Veritas Straight-6 | ŠVI Ret | 500 | BEL | FRA | VB | NEM 8 | NIZ | ITA | -   | 0   |